# Obol medieval
Obolul medieval reprezenta ½ dintr-un denier. Era valoare de cont sau valoare divizionară a denierului. Prin urmare, obolul medieval urma fluctuația denierilor în valoare, în greutate și ca titlu de metal prețios.